# Reinhard-Priessnitz-Preis
Der Reinhard-Priessnitz-Preis ist ein nach Reinhard Priessnitz benannter österreichischer Literaturpreis. Er wurde 1994 vom Bundesministerium für Unterricht, Kunst und Kultur gestiftet und ist mit 5000 Euro dotiert (Stand 2024).

## Preisträger
- 1994 Margret Kreidl
- 1995 Kathrin Röggla
- 1996 Hansjörg Zauner
- 1997 Lotte Podgornik
- 1998 Sabine Gruber
- 1999 Barbara Hundegger
- 2000 Heinz D. Heisl
- 2001 Christoph W. Bauer
- 2002 Birgit Müller-Wieland
- 2003 Olga Flor
- 2004 Xaver Bayer
- 2005 Gerhild Steinbuch
- 2006 Thomas Ballhausen
- 2007 Ann Cotten
- 2008 Angelika Reitzer
- 2009 Michael Hammerschmid
- 2010 Andrea Winkler
- 2011 Richard Obermayr[1]
- 2012 Judith Nika Pfeifer[2]
- 2013 Anna Weidenholzer[3]
- 2014 Robert Prosser[4]
- 2015 Anna-Elisabeth Mayer[5]
- 2016 Sandra Gugić[6]
- 2017 Hanno Millesi[7]
- 2018 Antonio Fian[8]
- 2019 Barbi Marković[9]
- 2020 Elias Hirschl[10]
- 2021 Simone Hirth[11]
- 2022 Jana Volkmann[12]
- 2023 Bastian Schneider[13]
- 2024 Laura Freudenthaler[14]
- 2025 Yevgeniy Breyger